# 獸柵棋
獸柵棋（Safari Round Up），是Robert Brass在1973年推出的兩到三人的棋類遊戲。

## 棋具
- 8*8方格棋盤。

- 每方各三子，以類似動物玩具的造型區分，有獅子、獵豹、長頸鹿三種。

- 有五十條長方形欄片，長度為一棋格，雙方共用。

## 規則
- 空秤開局。

- 对弈过程分兩階段，將手上的棋子放完才開始走子。
  - 放子：玩家輪流将一枚己子放入空棋格。然後放一欄片於一棋格線。
  - 走子：執行以下兩種之一。
    - 一枚己棋以縱向或橫向移至空格，不可越子或越過欄片，格數不限。然後放一欄片於一棋格線。
    - 跳過一枚鄰邊格的任何棋子，到其後的第一個空格，但不可跳過欄片。然後放一欄片於一棋格線。

- 無論是何階段，當放欄片造成棋子永無移動的可能時，該棋移除遊戲。

- 欄片放完時，遊戲結束，子多者勝[2]。

## 外部連結
- 遊戲介紹 （页面存档备份，存于）